# Giulio Camus
Giulio Camus, también Jules Camus (1 de junio de 1847, Magny-en-Vexin - 25 de enero de 1917, Turín) fue un botánico y entomólogo francés.
Giulio Camus fue profesor en la Universidad de Turín.

## Algunas publicaciones
- L'opera salernitana "Circa Instans" ed il testo primitivo del Grant Herbier en français - secondo due codici del sec. XV conservati nella Regia Biblioteca Estense in Memorie della Regia Accademia di Scienze Lettere ed Arti di Modena, IV (1886)

- Les noms des plantes du Livre d’Heures d’Anne de Bretagne J. Bot. 8:325-335, 345-352, 366-375, 396-401 (1894)
- La abreviatura «Camus» se emplea para indicar a Giulio Camus como autoridad en la descripción y clasificación científica de los vegetales.[1]